# Tanaecia cocytus
Tanaecia cocytus är en fjärilsart som beskrevs av Fabricius 1787. Tanaecia cocytus ingår i släktet Tanaecia och familjen praktfjärilar. Inga underarter finns listade i Catalogue of Life.

## Bildgalleri

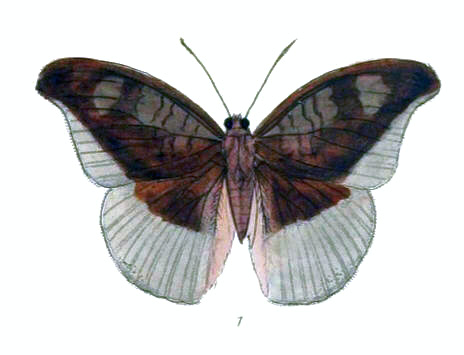